# Jacob Schweder
Jacob Schweder, Jakub Schweder, ur. 1618, zm. 1686 – sekretarz i kanclerz księcia Ernesta Bogusława von Croya, dyplomata, luteranin.
Pochodził z rodziny pochodzenia szkockiego osiadłej w Koszalinie, której przedstawiciele pełnili w tym mieście urzędy burmistrzów. Był bratem Johannesa (Jana), pierwszego dyrektora Konsystorza w Kołobrzegu. Jeszcze przed 1650 został jednym z doradców księcia Ernesta Bogusława von Croya, początkowo jako jego sekretarz, następnie zaś kanclerz. W roli prawnika uczestniczył w rozmowach związanych z zawarciem układu z Berlina (podpisanego ostatecznie w listopadzie 1650) pomiędzy księciem a elektorem brandenburskim Fryderykiem Wilhelmem. W 1665, po przejęciu przez księcia Ernesta Bogusława dóbr nowogardzko-maszewskich po Eversteinach został mianowany na pewien czas ich zarządcą. Częste pobyty księcia w Golczewie spowodowały, że od początku lat 60. XVIII w. Schweder utrzymywał z nim intensywne kontakty, co skutkowało otrzymywaniem przez niego trudnych misji dyplomatycznych. W 1671 brał udział w sejmie w Stargardzie, na którym pilnował interesów finansowych księcia Ernesta Bogusława (chodziło o wypłatę 50000 talarów zgodnie z układem z elektorem z 1670). Był jednym z wykonawców testamentu z 1681 Ernesta Bogusława. Po śmierci tego ostatniego w 1684 został nowogardzkim sędzią grodzkim. Zgromadził znaczny majątek, z którego ufundował fideikomis dla studiujących członków swojego rodu.